# イナズマイレブン3 世界への挑戦!!
『イナズマイレブン3 世界への挑戦!!』（イナズマイレブンスリー せかいへのちょうせん）は、レベルファイブが製作したニンテンドーDS用収集・育成サッカーRPG。『イナズマイレブン』シリーズの第3作。
2010年7月1日に『スパーク』『ボンバー』の2つのバージョンが発売され、同年12月16日には『劇場版イナズマイレブン 最強軍団オーガ襲来』のキャラクター・ストーリーが追加収録されたバージョン『ジ・オーガ』も発売された。

## 概要
3バージョンはそれぞれ登場する敵チーム、シナリオなどが若干異なる。
前作『イナズマイレブン2 脅威の侵略者』の隠しキャラクターだった「ヒデナカタ」（中田英寿がモデル）が本編に登場し、物語に関わる。
前作との通信で、前作の特定のキャラクターやアイテムなどを入手することができる「2→3スーパーリンク」が実装される。容量は、DS最高容量の4GbitROMを使用している。
なお、本作発売に先駆け、アニメ版68話から89話まではアニメ版がゲーム版の内容を先取りしていた。

## ストーリー
スパーク・ボンバー
エイリア学園との戦いを終えて数ヵ月後。円堂守はサッカー部監督の響木によって雷門中に呼び出される。そこにはおなじみの雷門中のメンバーをはじめ、かつて一緒に戦った吹雪や綱海ら全国の選手、元エイリア学園のグラン・レーゼことヒロトと緑川、さらには初めて見る飛鷹や虎丸といった強豪選手がそろっていた。
響木が告げたのは、少年サッカーの世界大会、「フットボールフロンティアインターナショナル」（FFI）の開催。各国の強敵が集結し、円堂たちの前に立ちはだかる。響木は、日本代表監督に謎の新監督「久遠道也」を指名。
円堂をキャプテンとして、かつて敵として戦った者たちも含め、日本代表チーム「イナズマジャパン」が、世界に挑戦する。
ジ・オーガ
円堂たちの時代から80年後の未来。
サッカーに心を奪われることで、未来を担う子供達が弱体化していくのを危惧し、サッカーを危険思考として排除する「闇の勢力」。 全ては円堂から始まったとし、「サッカーなき世界」をつくるため円堂の排除を計画する。
それは、80年前に干渉し歴史を変えるという「オペレーション・サンダーブレイク」という計画だった。

## 登場人物

### 主要人物
円堂 守（えんどう まもる）
声 - 竹内順子
本作の主人公。ポジションはGK。雷門サッカー部の熱血キャプテン。どんな時でも絶対に諦めない心を持つ。本作では日本代表「イナズマジャパン」のキャプテンに任命され、仲間たちとともに旅立つ。
豪炎寺 修也（ごうえんじ しゅうや）
声 - 野島裕史
ポジションはFW。雷門サッカー部のエースストライカー。クールだが、うちには熱いものを秘めている。
鬼道 有人（きどう ゆうと）
声 - 吉野裕行
ポジションはMF。元帝国サッカー部のキャプテンで、優れた判断力を持つ天才ゲームメーカー。かつての仲間を傷つけた不動が日本代表に選ばれることを不服に思っている。
宇都宮 虎丸（うつのみや とらまる）
声 - 釘宮理恵
円堂たち雷門イレブンに憧れている少年で、特に豪炎寺に憧れている。ポジションはFW。高い潜在能力を持っているが、なぜか自分からシュートを打とうとしない。
飛鷹 征矢（とびたか せいや）
声 - 峯暢也
過去に数百人の舎弟を持つ番長だった経歴を持つ少年。ポジションはDF。響木と出会い、喧嘩をしないと誓いサッカーを始めた。「蹴りのトビー」という異名を持つ。
久遠 道也（くどう みちや）
声 - 東地宏樹
響木が推薦したイナズマジャパンの監督。完璧に計算された指示をするタイプで、円堂たちに世界は「努力」や「熱血」だけでは勝てないと言い放つ。裏では「呪われた監督」と噂されているらしい。
久遠 冬花（くどう ふゆか）
声 - 戸松遥
久遠の娘で、イナズマジャパンのマネージャー。大人しい性格。円堂とは知り合いらしいが、彼女自身は円堂のことを覚えていない。

### 世界の強豪選手たち
エドガー・バルチナス
声 - 杉田智和
イギリス代表「ナイツオブクィーン」のキャプテン。ポジションはFW。紳士的だが、そのプレイはかなり攻撃的でダイナミックな攻めをする。「静かなる闘将」と呼ばれている。得意技は「エクスカリバー」。
テレス・トルーエ
声 - 間島淳司
アルゼンチン代表「ジ・エンパイア」のキャプテン。ポジションはDF。プレイは鉄壁の守りを身上とするが、その裏には熱い心を持っている。通称「アンデスの不落の要塞」。得意技は「アイアンウォール」。
マーク・クルーガー
声 - 中村悠一
アメリカ代表「ユニコーン」のキャプテン。ポジションはMF。一之瀬と肩を並べるチームの司令塔であり、チームメイトとのコンビネーションは抜群。アルゼンチン代表のテレス、イタリア代表のフィディオとは旧知の仲。得意技は「グランフェンリル」。
ディラン・キース
声 - 鈴木千尋
アメリカ代表「ユニコーン」のエースストライカー。ポジションはFW。ノリがよい性格。得意技は「ユニコーンブースト」。
フィディオ・アルデナ
声 - 下野紘
イタリア代表「オルフェウス」の副キャプテン。ポジションはFW。父はサッカー選手であり、自分もその後を追おうとしている。「イタリアの白い流星」の異名を持つ。得意技は「オーディンソード」。
マック・ロニージョ
声 - 阪口周平
ブラジル代表「ザ・キングダム」のキャプテン。ポジションはFW。フィジカル・テクニック共に超一流の選手で、「FFI史上最も完成されたプレイヤー」と評され「キング・オブ・ファンタジスタ」の異名を持つ。得意技は「ストライクサンバ」。
ロココ・ウルパ
声 - 甲斐田ゆき
コトアール代表「リトルギガント」のキャプテン。ポジションはGK。円堂に似た雰囲気を持つ少年。実績は一切不明だが、相当な実力の選手。円堂の前によく現れる赤キャップの男が監督のようで、彼のことを「師匠」と呼び慕っている。得意技は「ゴッドハンドX」。

### マグニード山
セイン
声 - 甲斐田ゆき
『スパーク』で登場する、「天空の使徒」の主将。ポジションはFW。冷徹なまでに自身の「使命」に拘る。得意技は「ヘヴンドライブ」。
デスタ
声 - 佐藤健輔
『ボンバー』で登場する、「魔界軍団Z」の主将。ポジションはFW。好物は「人間の魂」なのだという。得意技は「ダークマター」。

### 未来の時代の人物
円堂 カノン（えんどう カノン）
声 - 竹内順子
円堂のひ孫であり、円堂たちに迫る危険を知って未来から駆け付けた少年。ポジションはFW。
ヒビキ提督
声 - 有本欽隆
未来世界での闇の勢力「ヒビキ提督一派」を率いる者。サッカーに現を抜かし、弱体化してゆく子供達を危惧して 円堂守を排除することで「サッカーなき世界」をつくろうとしている。円堂の「サッカーやろうぜ!!」を悪魔の呪文だと言う。響木監督に似ている。
バダップ・スリード
声 - 神谷浩史
『ジ・オーガ』で登場する、「オーガ」の主将。ポジションはFW。ヒビキ提督に忠誠を誓っており、命令は何としても遂行しようとする執念を持つ。得意技は「デススピアー」。

## バージョンの違い
スパーク
- 物語冒頭のエピソードの主人公はフィディオ・アルデナ。
- 隠しチームはセイン率いる「天空の使徒」。
- ストーリークリア後のオプションで「イナズマイレブン1の設定画」を見ることができる。
- 本バージョン限定の秘伝書として、「グランドファイア」や「ダブル・ジョー」などがある。

ボンバー
- 物語冒頭のエピソードの主人公はロココ・ウルパ。
- 隠しチームはデスタ率いる「魔界軍団Z」。
- ストーリークリア後のオプションで「イナズマイレブン2の設定画」を見ることができる。
- 本バージョン限定の秘伝書として、「グランフェンリル」や「Xブラスト」などがある。

その他に各バージョンでしか入手できない選手やイベントなどに微妙な違いがある。

### 「ジ・オーガ」の追加要素
ストーリー関連
- 物語冒頭のエピソードの主人公は円堂カノン。
- 未来の最強軍団「オーガ」と戦うイベントが追加。

キャラクター・チーム関連
- 引き抜きにおいて、「スパーク/ボンバー」では1チーム5人までしか引き抜くことができなかったが、ジ・オーガでは1チーム丸ごと16人引き抜くことができる。
- エンディング後、一定の条件を満たせばオーガの選手も引き抜くことが可能。さらにオーガプレミアムリンクで3人、劇場版連動のパスワードでエスカバ・ミストレを入手できる。
- ストーリークリア後に対決するオーガ戦の直前にカノンが仲間になる。

必殺技関連
- 劇場版に登場した「プライムレジェンド」や「マキシマムファイア」などの秘伝書を獲得できる。また、「スパーク/ボンバー」では片方しか入手できなかったものや入手そのものが不可能だった技の秘伝書も手に入れることができる。

マップ関連
- エンディング後、一定の条件を満たすことで未来世界へ行くことができる。
- 北東京に新マップ「裏山」が追加。
- 虎の屋が虎ノ屋周辺に変化し、虎ノ屋の下側に新エリアが出現。
- 前作で最終決戦の舞台となった「樹海」と「星の使徒研究所」が復活。樹海の最深部にてプロミネンス・ダイヤモンドダスト、星の使徒研究所の最深部でカオスと試合ができる。
- マグニード山がダンジョンに変化しており、新たに「伝説の地」が追加。ヘブンズガーデンにて天空の使徒、デモンズゲートにて魔界軍団Z、伝説の地にてダークエンジェルと試合ができる。

試合・バトル関連
- 対戦トーナメントを追加。3回勝利して優勝すれば、さまざまなアイテムを獲得できる。
- ルシェの超次元トーナメントが追加。また、瞳子のいる場所が「サッカー協会」から「星の使徒研究所駐車場」に移動。
- セントラルパークに「経験値アップコース」追加。さらにパスワードを入力することで「スーパー経験値アップコース」が開放される。

通信関連
- 通信チームが3つまで登録できるようになった。

- オーガプレミアムリンク実装。「スパーク/ボンバー」と通信することで選手や秘伝書などを獲得できる。

- 2→3スーパーリンクの条件が緩和された。

オプション関連
- ストーリークリア後のオプションで、本作「イナズマイレブン3」の設定画を見ることができる。
- 次回作『イナズマイレブンGO』のプロローグを体験することができる。
- ゲーム中の各種BGM（マップ・試合・イベント）を聞くことができる。

## FFIルールの説明
地区予選大会（予選）
出場する8チームがトーナメント形式で戦う。3連勝して1位になれば、世界大会への出場権が与えられる。
世界大会（本戦）
世界各地の予選を勝ち上がってきた10チームで争われる。その10チームは5チームずつグループA、グループBに分かれてグループ内で総当たり戦を行う。勝利チームは3点、負けたチームは0点、引き分けの場合は両チーム1点ずつポイントが手に入る。最終的に両グループで点数が最も高い上位2チームが決勝トーナメントへと進出する。
グループA
イナズマジャパン（日本）、ナイツオブクイーン（イギリス）、ジ・エンパイア（アルゼンチン）、ユニコーン（アメリカ）、オルフェウス（イタリア）
グループB
ザ・キングダム（ブラジル）、リトルギガント（コトアール）、ブロッケンボーグ（ドイツ）、ローズグリフォン（フランス）、レッドマタドール（スペイン）
決勝トーナメント
各グループの総当たり戦を制した上位2チームで争われる。準決勝はそれぞれのグループの1位と2位のチーム同士が戦い、勝利したチームが決勝に進出。2連勝したチームが世界一に輝く。

## ゲームシステム

### 新システム
2→3スーパーリンク / プレミアムアイテム
『イナズマイレブン2 脅威の侵略者 ファイア / ブリザード』で仲間にできる特定のキャラクターを育てておくことで、イナズマイレブン3において仲間にすることができる。プレミアムアイテムは、条件を満たしていれば貴重なアイテムを入手できる。　
オーガプレミアムリンク　
『ジ・オーガ』のみ可能。『スパーク/ボンバー』と『ジ・オーガ』バージョンを通信することによって通常では入手できないキャラクターやアイテムを入手することができるようになる。
必殺タクティクス
必殺技とは異なり、これは「戦術」である。相手からボールを奪うものから味方選手のスピードを上げるものまで様々な種類がある。また、必殺タクティクスを使用すると「TTP」というものを消費する。TTPはチームレベルによって変わるが、上限は180である。
シュートチェイン
シュートを放ったとき、そのボールの軌道上に「C」（チェイン）マークのついた必殺技を重ねることで威力が上がり得点率が上がる。
エクストラ対戦ルート
前作でもおなじみの対戦ルートで、本作では火来校長、エキシビション、ナゾの3つをプレイできる。このうち、エキシビションとナゾはバージョンによって配置場所や登場する敵チームが違う。
超次元トーナメント
前作の「プレミアム対戦ルート」に変わる新たな対戦ルート。クリア後に挑戦可能になる。瞳子・ダイスケ・総一郎・鬼瓦・夕香・ドリームの6種類があり、ジ・オーガのみルシェがある。対戦条件は「協力プレイで勝て!」が廃止されており、通信を用いなくとも攻略ができるようになった。エクストラ対戦ルートと同様、バージョンによってチームが異なる。
対戦トーナメント
オーガプレミアムリンク同様『ジ・オーガ』のみ。トーナメント形式の試合に出場することができる。優勝するとさまざまなアイテムが手に入り、ここでしか入手できないものもある。一部のトーナメントにはGP・TPの自動回復がされず、減った状態のまま次の試合に行ったり、必殺技を使用してもTPが一切減らないチームもある。トーナメント中はセーブができない。また、トーナメントは途中で棄権することも可能。　

### 前作との違い
- 前作では秘伝書が存在せず、覚えられる選手も限られる必殺技が多数存在したが、本作ではほぼ全ての技に秘伝書が存在する。また、前作にはパートナーがほぼ固定されている技が存在したが、本作ではそのような制限は撤廃され、代わりの条件が決められている。
- 「ワープドライブ」や「シグマゾーン」など、前作ではほぼエイリア学園の選手しか覚えられない技は威力の割に消費TPが非常に低い傾向にあったが、本作では撤廃され、威力相応のTPになっている。
- 「バーニングフェーズ」の時間が大幅に減少。

## 主題歌
スパーク
- オープニング - GOODキター! 歌：T-Pistonz+KMC
- エンディング - 雄叫びボーイ WAO!（スパークVer.） 歌：Berryz工房

ボンバー
- オープニング - 元気になリーヨ! 歌：T-Pistonz+KMC
- エンディング - 本気ボンバー!! 歌：Berryz工房

ジ・オーガ
- オープニング - 気合いでハリケーン 歌：T-Pistonz+KMC
- エンディング ‐ マジカルフューチャー 歌：Berryz工房

## 体験型アトラクション
アミューズメントパークグリーンランド遊園地内イベントホールにて『イナズマイレブン3 世界への挑戦!!』の世界観を体験型アトラクションで楽しめる「イナズマイレブン3 グリーンランド遠征」が2010年7月17日から8月31日まで開催された。来場者は、日本代表メンバー・イナズマジャパン入りを目指して会場内に待ち受ける課題に挑戦することができた。ニンテンドーDSシリーズ本体とソフトを持ってくれば、対戦やトレードが楽しめるスペースも用意され、『イナズマイレブン』グッズや、コラボフーズの販売もされた。

## 「11 for Africa」プロジェクト
元サッカー日本代表選手の中田英寿が代表理事を務めるTAKE ACTION FOUNDATIONとの共同プロジェクト「11 for Africa」にて、同団体を通じて、本作の販売点数1本につき11円が日本ユニセフ協会に寄付される。寄付金は同協会を経由して、南アフリカ共和国におけるサッカーボール配布を通じた教育プログラムの活動資金に充てられる。

## スタッフ
- プロデューサー / 企画・シナリオ：日野晃博
- ディレクター：藤井毅宏
- キャラクターデザイン：長野拓造
- テクニカルディレクター：赤坂泰洋
- サウンドディレクター：光田康典
- キャラクターアートディレクター：藤井毅宏
- マップアートディレクター：佐々木秀信
- プランニングディレクター：赤坂健
- エフェクトディレクター：幸谷賢明
- プログラムディレクター：関川俊介、塙昌志
- シナリオ：佐々木千恵
- アニメーション制作：OLM
- アニメーションエグゼクティブプロデューサー：奥野敏聡
- アニメーション監督 / 絵コンテ / 演出：大杉宜弘
- アニメーションキャラクターデザイン / 総作画監督：をがわいちろを
- アニメーションキャラクターデザイン / 作画監督：落合麻衣子